# Rudolf Vesper
Rudolf Vesper (Oława, 3 aprile 1939) è un ex lottatore tedesco, specializzato nella lotta greco-romana.

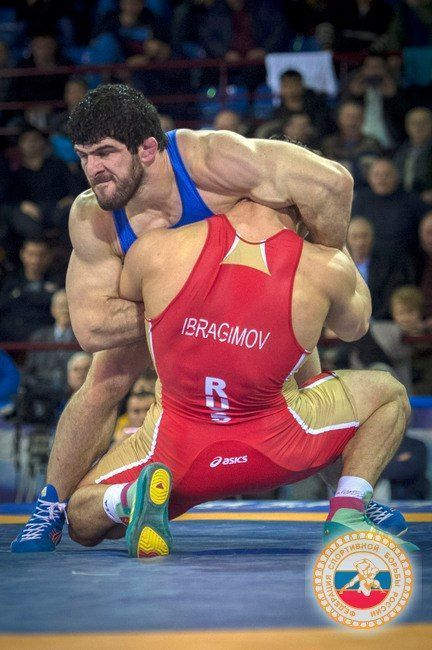
Rudolf Vesper

Nato nell'attuale Polonia a Niemil, in Bassa Slesia (all'epoca territorio tedesco), Vesper ha gareggiato per la Squadra Unificata Tedesca alle Olimpiadi di Tokyo 1964 e poi per la Germania Est alle Olimpiadi di Città del Messico 1968. Entrambe le volte, ha gareggiato nella categoria dei pesi welter di lotta greco-romana.
La prima volta che Vesper gareggiò alle Olimpiadi, nel 1964, non vinse alcuna medaglia. Tuttavia, nell'edizione successiva dei Giochi Olimpici, nel 1968, Vesper vinse la medaglia d'oro nella finale dei pesi welter.
Vesper ha anche gareggiato per la Germania Est ai Campionati del Mondo di lotta greco-romana. Alla sua prima apparizione, nel 1963, a Helsingborg, arrivò secondo nei pesi welter, vincendo pertanto la medaglia d'argento. Alla sua seconda partecipazione, nel 1967, tenutasi a Bucarest, vinse un'altra medaglia d'argento nella stessa categoria.
Terminata l'attività agonistica, si dedicò all'insegnamento della pratica sportiva.